# Myrmotherula iheringi
A Myrmotherula iheringi a madarak osztályának verébalakúak (Passeriformes) rendjébe és a hangyászmadárfélék (Thamnophilidae) családjába tartozó faj.

## Rendszerezése
A fajt Emilia Snethlage német ornitológus írta le 1914-ben.

## Alfajai
- Myrmotherula iheringi heteroptera Todd, 1927
- Myrmotherula iheringi iheringi E. Snethlage, 1914[2]

## Előfordulása
Dél-Amerikában, Bolívia, Brazília és Peru területén honos. Természetes élőhelyei a szubtrópusi vagy trópusi síkvidéki esőerdők. Állandó, nem vonuló faj.

## Megjelenése
Testhossza 10 centiméter.

## Életmódja
Rovarokkal és valószínűleg pókokkal táplálkozik.

## Természetvédelmi helyzete
Az elterjedési területe rendkívül nagy, egyedszáma ugyan csökkenő, de még nem éri el a kritikus szintet. A Természetvédelmi Világszövetség Vörös listáján nem fenyegetett fajként szerepel.